# Inhale (James Michael)
Inhale è l'album di debutto del cantante statunitense James Michael. È l'unico album pubblicato dall'artista che è stato, poi, ingaggiato dai Sixx:A.M. come cantante.

## Tracce
1. Inhale – 3:55
2. January – 4:04
3. Chemical – 3:44
4. Slack – 3:38
5. Luxuride – 3:22
6. Note to Self – 3:30
7. Another Trip Home – 2:50
8. Simple Thing – 3:44
9. I'm Ok with This – 4:17
10. Is She Really Going Out With Him? – 3:34
11. Down – 3:33
12. Say It Once More – 2:29